# Erik Fetter
Erik Fetter (Budapest, 5 de abril de 2000) es un ciclista profesional húngaro que corre para el equipo Team United Shipping.

## Palmarés
2021
- Campeonato de Hungría Contrarreloj
- 1 etapa del Tour de Limousin

2022
- Campeonato de Hungría Contrarreloj

2023
- 3.º en el Campeonato de Hungría Contrarreloj
- 3.º en el Campeonato de Hungría en Ruta

2024
- 2.º en el Campeonato de Hungría en Ruta

2025
- 1 etapa del Istrian Spring Trophy

## Resultados en Grandes Vueltas y Campeonatos del Mundo
| Carrera         | Carrera         | 2019 | 2020 | 2021 | 2022 | 2023 | 2024 |
| --------------- | --------------- | ---- | ---- | ---- | ---- | ---- | ---- |
|                 | Giro de Italia  | —    | —    | —    | 83.º | Ab.  | —    |
|                 | Tour de Francia | —    | —    | —    | —    | —    | —    |
|                 | Vuelta a España | —    | —    | —    | —    | —    | —    |
| Mundial en Ruta | Mundial en Ruta | —    | —    | —    | —    | —    | Ab.  |

—: no participa

Ab.: abandono